# Joe Ozaki
Naomichi Ozaki (尾崎直道, Ozaki Naomichi; Tokushima, 18 mei 1956) is een professioneel golfer uit Japan. Hij wordt Joe Osaki genoemd.
Joe Osaki werd in 1977 professional. Hij is de broer van Jumbo Ozaki en Jet Osaki. Hij speelde veel op de Japan Golf Tour, waar hij 32 toernooien won en in 1991 en 1999 de Order of Merit.
In 1992 speelde Joe en Jumbo het Brits Open, maar misten beiden de cut. Pas in 2009 speelden weer twee broers op het Open, Elliot en Lloyd Saltman.
Tussen 1984 en 2001 speelde Joe Ozaki ook 185 toernooien op de Amerikaanse PGA Tour. Hij won er nooit maar behaalde een tweede plaats op het Buick Open. Hij heeft in de top-50 van de Official World Golf Ranking gestaan.
Sinds 2006 speelt Ozaki op de Champions Tour. Hij heeft vijf top-3 resultaten behaald, maar nog geen overwinning.

## Gewonnen

### Japan Golf Tour
- 1984: Shizuoka Open, Sapporo Tokyu Open, KBC Augusta
- 1985: Nikkei Cup
- 1986: Pepsi Ube Open
- 1987: Kanto Pro Championship
- 1988: Sapporo Tokyu Open, NST Niigata Open, ANA Open po, Nippon Series
- 1989: Seto Uthumi Open
- 1990: Japan PGA Match-Play Championship Unisys Cup, Jun Classic, Nippon Series
- 1991: Nikkei Cup, Suntory Open, Casio World Open, Nippon Series
- 1992: Imperial Open, Suntory Open, Lark Cup
- 1994: Acom International
- 1996: Philip Morris Championship
- 1997: PGA Philanthropy Tournament, Yonex Open Hiroshima
- 1999: Tsuruya Open, Japan PGA Championship, Japan Open
- 2000: Japan Open
- 2003: Bridgestone Open
- 2005: Tsuruya Open, The Crowns

### Elders
O.a. Daiichi Fudosan Cup en Imperial Open in 1989

## Teams
- Presidents Cup: 1998